# Lichnowy
Lichnowy (deutsch Groß Lichtenau) ist ein Dorf und Sitz der gleichnamigen Landgemeinde im Powiat Malborski der polnischen Woiwodschaft Pommern.

## Geographische Lage
Die Ortschaft liegt im ehemaligen Westpreußen, im Großen Marienburger Werder, etwa zwölf Kilometer nordwestlich von Malbork (Marienburg) und dreißig Kilometer südsüdöstlich von Danzig.

## Geschichte

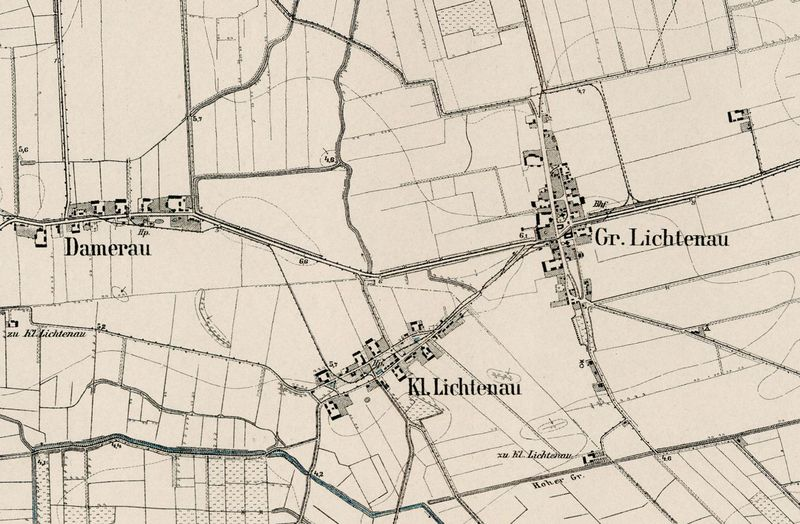
Historische Karte der Lage der benachbarten Dörfer Groß und Klein Lichtenau (ca. 1909)

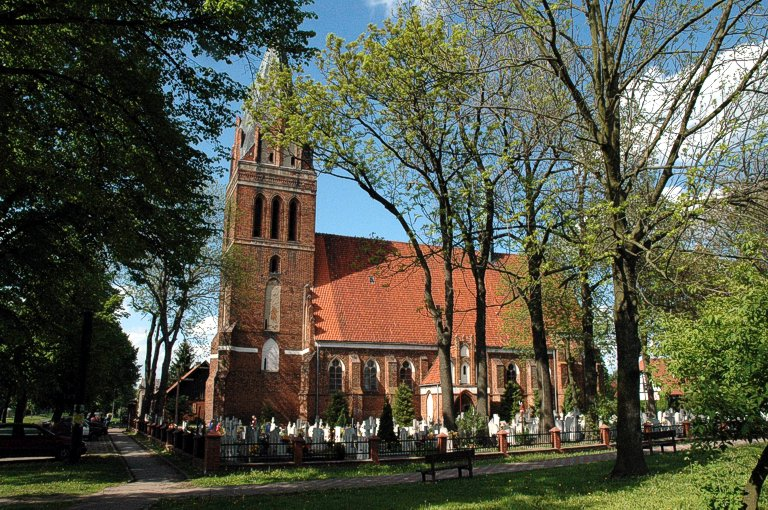
Kirche in Lichnowy

Der Ort Groß Lichtenau, der im Herrschaftsgebiet des Deutschordensritter lag, war wahrscheinlich bereits im  Jahr 1254 vorhanden. 1321 wurden  die Dörfer Groß Lichtenau und Klein Lichtenau vom Deutschen Orden mit Kulmer Recht ausgestattet. Während der Zeit der Zugehörigkeit zum Deutschordensstaat wurde der Ort bekannt durch den Übermut der Bauern.
Die Ortschaft gehörte später zum autonomen Preußen Königlichen Anteils, das sich freiwillig unter die Schirmherrschaft der polnischen Krone, das heißt des polnischen Königs persönlich, begeben hatte. Durch sein Dekret vom 16. März 1569 auf dem Lubliner Sejm kündigte König Sigismund II. August die Autonomie Westpreußens jedoch einseitig auf, und zwar unter Androhung harter Strafen im Fall von Zuwiderhandlung, weshalb die Oberhoheit des polnischen Königs in diesem Teil des ehemaligen Gebiets des Deutschen Ordens von 1569 bis 1772 als Fremdherrschaft empfunden wurde.
Im Rahmen der ersten polnischen Teilung 1772 kam Groß Lichtenau zum Königreich Preußen. Im Jahr 1785 wird der Ort als ein culmisches Dorf mit einer evangelischen Pfarrkirche und einer katholischen Pfarrkirche bezeichnet, das 49  Feuerstellen (Haushaltungen) aufweist.
Vor 1920 gehörte Groß Lichtenau zum Kreis Marienburg im Regierungsbezirk Danzig. Nach dem Ersten Weltkrieg wechselte Groß Lichtenau aufgrund der Bestimmungen des Versailler Vertrags mit Wirkung vom 20. Januar 1920 vom deutschen Kreis Marienburg in den Landkreis Großes Werder der Freien Stadt Danzig. Mit Einnahme des Freistaates am 1. September 1939 durch Deutschland und die folgende völkerrechtlich nicht anerkannte Annexion kam Groß Lichtenau bis 1945 unter deutsche Herrschaft.
Gegen Ende des Zweiten Weltkriegs besetzte im Frühjahr 1945 die Rote Armee die Region. Bald danach wurde der Kreisgebiet Großes Werder zusammen mit Westpreußen und der südlichen Hälfte Ostpreußens unter polnische Verwaltung gestellt. Soweit die deutschen Einwohner nicht geflohen waren, wurden sie in der darauf folgenden Zeit vertrieben und im Rahmen der „Westverschiebung Polens“ durch Polen ersetzt.

## Bevölkerungsentwicklung
| Jahr | Einwohner | Anmerkungen |
| ---- | --------- | ----------- |
| 1820 | 558       | [ 6 ]       |
| 1905 | 743       | [ 7 ]       |
| 1910 | 706       | [ 7 ]       |

## Kirchspiel
Im Dorf gab es sowohl eine evangelische als auch eine katholische Pfarrkirche. Die Evangelischen waren in der Minderheit. Daneben gab es in Groß Lichtenau mennonitische Familien.

### Pfarrer bis 1945
- Johann von Waldenberg, wurde im Jahr 1362 als Gesandter und Beirat des Ordenskomturs von Thorn in einer geistlichen Streitsache zu Kaiser Karl IV. nach Prag geschickt.[8]

## Verkehr
Der Bahnhof Lichnowy war Abzweigbahnhof der Schmalspurbahn Lichnowy–Lipinka Gdańska von der Schmalspurbahn Lisewo–Nowy Dwór Gdański.

## Im Ort geborene Persönlichkeiten
- Jacob Lubbe (* um 1430 in Groß Lichtenau, † kurz nach 1500), Danziger Kaufmann und Verfasser einer Familienchronik.